# NGC 12
NGC 12 је спирална галаксија у сазвежђу Рибе која се налази на NGC листи објеката дубоког неба.
Деклинација објекта је + 4° 36' 44" а ректасцензија 0h 8m 44,8s. Привидна величина (магнитуда) објекта NGC 12 износи 13,3 а фотографска магнитуда 14,0. NGC 12 је још познат и под ознакама UGC 74, MCG 1-1-40, CGCG 408-38, PGC 645.